# Hokej na ledu na Zimskih olimpijskih igrah 1936
Hokej na ledu je bil na Zimskih olimpijskih igrah 1936 petič olimpijski šport. Hokejski olimpijski turnir je potekal med 6. in 13. februarjem 1936. Zlato medaljo je prvič osvojila britanska reprezentanca, srebrno kanadska, bronasto pa nemška, v konkurenci petnajstih reprezentanc. Olimpijski turnir je štel tudi za Svetovno hokejsko prvenstvo.

## Dobitniki medalj
| Zlato | Srebro | Bron |
| Združeno kraljestvoJames Foster Carl Erhardt Gordon Dailley Archibald Stinchcombe Edgar Brenchley John Coward James Chappell Alexander Archer Gerry Davey James Borland Robert Wyman Jack Kilpatrick Arthur Child | KanadaFrancis Moore Arthur Nash Herman Murray Walter Kitchen Raymond Milton David Neville Kenneth Farmer Hugh Farquharson Maxwell Deacon Alexander Sinclair William Thomson James Haggarty Ralph St. Germain | ZDAThomas Moone Francis Shaughnessy Philip LaBatte Frank Stubbs John Garrison Paul Rowe John Lax Gordon Smith Elbridge Ross Francis Spain August Kammer |

## Končni vrstni red
1. Združeno kraljestvo
2. Kanada
3. ZDA
4. Češkoslovaška
5. Nemčija
6. Švedska
7. Avstrija
8. Madžarska
9. Poljska
10. Francija
11. Italija
12. Japonska
13. Švica
14. Belgija
15. Latvija